# 馬文 (北卡羅萊納州)
馬文（英語：Marvin）是一個位於美國北卡羅萊納州尤寧縣的村。

## 人口
根據2020年美國人口普查的數據，馬文的面積為15.63平方千米，當中陸地面積為15.50平方千米，而水域面積為0.12平方千米。當地共有人口6358人，而人口密度為每平方千米407人。